# Ligue de diamant 2010 - 400 m masculin
Navigation
2011
Le 400 mètres masculin de la Ligue de Diamant 2010 s'est déroulé du 23 mai au 19 août 2010. La compétition a successivement fait étape à Shanghai, Rome, Lausanne, Paris, Monaco et Londres, la finale se déroulant à Zürich. L'épreuve est remportée par l'Américain Jeremy Wariner qui s'adjuge six des sept meetings au programme

## Calendrier
| Date            | Meeting                    | Ville    | Pays        |
| --------------- | -------------------------- | -------- | ----------- |
| 23 mai 2010     | Shanghai Golden Grand Prix | Shanghai | Chine       |
| 10 juin 2010    | Golden Gala                | Rome     | Italie      |
| 8 juillet 2010  | Athletissima               | Lausanne | Suisse      |
| 16 juillet 2010 | Meeting Areva              | Paris    | France      |
| 22 juillet 2010 | Meeting Herculis           | Monaco   | Monaco      |
| 14 août 2010    | Aviva London Grand Prix    | Londres  | Royaume-Uni |
| 19 août 2010    | Weltklasse Zürich          | Zurich   | Suisse      |

## Résultats
| Date | Meeting  | 1er                                | 1er   | 2e                             | 2e    | 3e                             | 3e    |
| --- | -------- | ---------------------------------- | ----- | ------------------------------ | ----- | ------------------------------ | ----- |
| 23 mai 2010 | Shanghai | Jeremy Wariner 45 s 41             | 4 pts | David Neville 45 s 70          | 2 pts | Michael Bingham 45 s 84        | 1 pt  |
| 10 juin 2010 | Rome     | Jeremy Wariner 44 s 73 (WL)        | 4 pts | Angelo Taylor 44 s 74 (SB)     | 2 pts | Chris Brown 45 s 05 (SB)       | 1 pt  |
| 8 juillet 2010 | Lausanne | Jeremy Wariner 44 s 57 (WL)        | 4 pts | LeJerald Betters 44 s 70 (PB)  | 2 pts | Jermaine Gonzales 44 s 72 (PB) | 1 pt  |
| 16 juillet 2010 | Paris    | Jeremy Wariner 44 s 49 (WL)        | 4 pts | Jermaine Gonzales 44 s 63 (PB) | 2 pts | Jonathan Borlée 44 s 77 (NR)   | 1 pt  |
| 22 juillet 2010 | Monaco   | Jermaine Gonzales 44 s 40 (WL, NR) | 4 pts | Ricardo Chambers 44 s 54 (PB)  | 2 pts | Chris Brown 45 s 05 (SB)       | 1 pt  |
| 14 août 2010 | Londres  | Jeremy Wariner 44 s 67             | 4 pts | Jermaine Gonzales 44 s 80      | 2 pts | Ricardo Chambers 45 s 18       | 1 pt  |
| 19 août 2010 | Zürich   | Jeremy Wariner 44 s 13 (WL)        | 8 pts | Jermaine Gonzales 44 s 51      | 4 pts | Angelo Taylor 44 s 72          | 2 pts |
| Records et Performances - AR : Record continental (area record) - CR : Record des championnats (championship record) - MR : Record du meeting (meet record) - NR : Record national (national record) - OR : Record olympique (olympic record) - PR : Record paralympique (paralympic record) - PB : Record personnel (personal best) - SB : Meilleure performance personnelle de la saison (season's best) - WL : Meilleure performance mondiale de l'année (world leader) - WJR : Record du monde junior (world junior record) - WR : Record du monde (world record) Circonstances et Conditions - DNF : N'a pas terminé (did not finish) - DNS : N'a pas pris le départ (did not start) - DQ : Disqualification (disqualification) - NM : Aucun essai valable enregistré (No Mark) - Q : Qualifié « directement » au prochain tour (ou à la prochaine compétition), lors d'une compétition majeure, grâce au classement ou à la réalisation des minima (automatic qualifier) - q : Qualifié au prochain tour (ou à la prochaine compétition), lors d'une compétition majeure, grâce au repêchage ou à la réalisation de l'une des meilleures performances parmi celles des « non qualifiés directement » (grâce au meilleur temps ou à la meilleure distance par exemple) (secondary qualifier) |          |                                    |       |                                |       |                                |       |

## Classement général
| Rang | Athlète           | Points |
| ---- | ----------------- | ------ |
| 1    | Jeremy Wariner    | 28     |
| 2    | Jermaine Gonzales | 14     |
| 3    | Angelo Taylor     | 4      |
| 4    | Ricardo Chambers  | 3      |
| 5    | Jonathan Borlée   | 2      |
| 6    | Michael Bingham   | 1      |